# والتر بیانکی
والتر بیانکی (انگلیسی: Walter Bianchi؛ زادهٔ ۷ نوامبر ۱۹۶۳) بازیکن فوتبال اهل ایتالیا است.
از باشگاه‌هایی که در آن بازی کرده‌است می‌توان به باشگاه فوتبال هلاس ورونا، باشگاه فوتبال کوزنتسا کالچو، باشگاه فوتبال تورینو، باشگاه فوتبال پارما، باشگاه فوتبال برشا، باشگاه فوتبال چزنا، و باشگاه فوتبال آ.ث. میلان اشاره کرد.